# قضية أوبرجيفيل ضد هودجز
قضية أوبرجيفيل ضد هودجيز، هي قضية حقوق مدنية بارزة عام 2015، قضت فيها المحكمة العليا للولايات المتحدة الأمريكية بمنح حق الزواج للمثليين. استند قرار المحكمة على التعديل الرابع عشر للدستور الأمريكي، ونصّ على الطلب من الولايات الأمريكية الخمسين ومقاطعة كولومبيا وجميع الأقاليم التابعة لأمريكا: أن تعترف وتسمح بزواج الأشخاص من نفس الجنس، وفقًا لشروط وأحكام الزواج العادية، مع مراعاة جميع الحقوق والمسؤوليات المترتبة على هذا الزواج.
قُدمت العديد من القضايا بين يناير 2012 وفبراير 2014 أمام المحاكم الأمريكية في ميشيغان وأوهايو وكنتاكي وتينيسي في ما يتعلق بزواج المثليين. بلغت هذ الدعاوى ذروتها في قضية أوبرجيفيل ضد هودجيز. قضت أكثر من محكمة بقانونية هذا الزواج، في حين رفضت أخرى السماح به، ففي نوفمبر 2014، وبعد سلسلة طويلة من أحكام محكمة الاستئناف في ذلك العام من قبل الدوائر القضائية الرابعة والسابعة والتاسعة والعاشرة التي حظرت الزواج من نفس الجنس على مستوى الولاية، قضت الدائرة السادسة أن هذا الحظر دستوري. خلق كلّ ذلك انقسامًا بين الدوائر القضائية المختلفة، وجعل من تدخل المحكمة العليا الأمريكية أمرًا لا مفرّ منه. قررت المحكمة العليا في 26 يونيو 2015: «الطلب من جميع الولايات الأمريكية إصدار تراخيص زواج للأزواج من نفس الجنس، والاعتراف بالزيجات من نفس الجنس التي جرى تنفيذها بشكل صحيح في دوائر قضائية أخرى».
كان زواج المثليين قبل قضية أوبرجيفيل قد أُقر بالفعل بموجب القانون أو قرار محكمة أو انتخاب عام في ستٍّ وثلاثين ولاية أمريكية بالإضافة لمقاطعتي كولومبيا وغوام.

## المرافعات المقدمة أمام المحكمة العليا
استمعت المحكمة العليا إلى المرافعات الشفوية في القضية في 28 أبريل 2015، حيث مثَّل المدعين محامية الحقوق المدنية ماري بونوتو ومحامي العاصمة دوجلاس هالوارد دريميير، ورافع المدعي العام الأمريكي دونالد فيريلي جونيور ممثلًا عن الولايات المتحدة لصالح الأزواج من نفس الجنس، في حين مثل الولايات المعارضة المحامي العام السابق لولاية ميشيغان جون بورش والمحامي العام المساعد لولاية تينيسي جوزيف والين. أدلى جميع القضاة التسعة -باستثناء كلارينس توماس- بتعليقات حول الموضوع، وطرحوا أسئلة وقدموا أدلة من الدستور الأمريكي على مواقفهم وعن رأيهم حول مستقبل الزواج من نفس الجنس. ورغم أن أسئلة وتعليقات القضاة خلال المرافعات الشفوية تعد مؤشرًا غير كامل لقراراتهم النهائية، بدا القضاة منقسمين بشدة في أساليبهم وآرائهم في التعامل مع هذه القضية، مع كون القاضي أنطوني كينيدي صاحب الرأي المحوري في القضية. وكان رئيس القضاة جون روبرتس أيضًا صاحب رأي مفصلي في القضية، وعلى الرغم من آرائه السابقة التي تعارض السماح بزواج المثليين، فقد أدلى روبرتس بتعليقات خلال المرافعات الشفوية تشير إلى أن الحظر المذكور قد يشكل تمييزًا جنسيًا، ومع ذلك قال إنه يعتقد أن حظر زواج المثليين هو قرار دستوري.

## تأثيرات القضية

### التأييد
قال جيمس أوبيرجفيل المدعي الرئيسي في القضية: «إنّ حكم اليوم الصادر عن المحكمة العليا يؤكد ما يعرفه ملايين الأمريكيين في جميع أنحاء البلاد؛ أنّ الحب يمكن أن يكون متساويًا في قلوبنا». وأعرب عن أمله في أن يصبح مصطلح «زواج المثليين» من الماضي قريبًا، وأن يُعرف من الآن فصاعدًا باسم «الزواج».  من جهته أثنى الرئيس الأمريكي باراك أوباما على القرار ووصفه بأنه «نصر لأميركا».  
كان رد فعل مئات الشركات إيجابيًا وداعمًا لقرار المحكمة العليا من خلال تعديل شعارات هذه الشركات مؤقتًا على وسائل التواصل الاجتماعي لتعرض ألوان أقواس قزح أو رسائل دعم أخرى لإضفاء الشرعية على زواج المثليين. في حين قام  أنصار القرار بحملات دعم على وسائل التواصل الاجتماعي، أو مسيرات وتجمعات شعبية ابتهاجًا بالقرار. استخدم الإعلاميون الحكم الذي ألقاه القاضي كينيدي باعتباره بيانًا رئيسيًا يناقش العديد من الحجج التي طرحها معارضو الزواج من نفس الجنس، بالإضافة للقرار 1967 الصادر في قضية لوفينج ضد فرجينيا، والذي ألغى الحظر على الزواج من نفس الجنس، والقرار 1965 في قضية جريسوولد ضد كونيتيكت، والذي أكد أن الأزواج من نفس الجنس لهم الحق في الخصوصية. عُرضت هذه الأحكام بشكل متكرر على وسائل التواصل الاجتماعي لدعم الحكم وتأييده.
بعد صدور هذا الحكم، اختير القاضي أنتوني كينيدي وقضاة المحكمة العليا الآخرون كأفضل رجال قانون في الولايات المتحدة الأمريكية لعام 2015.

### المعارضة
من الناحية المقابلة، وصف المدعي العام لولاية تكساس كين باكستون قرار المحكمة بأنه «حكم خارج عن القانون»، وتعهد بالدفاع المجاني عن موظفي الدولة الذين يرفضون الزواج المثلي لأسباب دينية. في تغريدة له على تويتر، قال حاكم أركنساس السابق والمرشح الجمهوري في الانتخابات الرئاسية لعام 2016 مايك هاكابي: «هذا القرار المعيب والفاشل، هو عمل خارج عن السيطرة وغير دستوري من قبل القضاء». من جهته اتهم تحالف الدفاع عن الحرية -وهو مجموعة تعارض زواج المثليين- غالبية أعضاء المحكمة بتقويض حرية التعبير، وقال أعضاء التحالف إن خمسة قضاة سمحوا لأنفسهم بإلغاء أصوات أكثر من 300 مليون أمريكي في قضية اجتماعية هامة جدًا، ولا أحد لديه الحق في أن يقول إن النساء والرجال لا علاقة لهم بهذا القرار الحساس. أثارت بعض الجهات الدينية، مثل صحيفة السجل الكاثوليكي الوطني وصحيفة المسيحية اليوم، مخاوف من أن يكون هناك تعارض بين الحكم والحرية الدينية، واستخدمت الصحيفتان نفس الحجج التي قدمها القضاة والمحامون المعارضون للقرار.
وقع حاكم ولاية تينيسي بيل هاسلام الجمهوري في 4 مايو 2017 القرار إتش بي 1111/إس بي 1085، إذ اعتُبر هذا القرار محاولة لتحدي الحكم الصادر في قضية أوبرجيفيل.

## الالتزام بالقرار
رغم أن المحكمة العليا شرعت زواج المثليين في جميع أنحاء الولايات المتحدة اعتبارًا من 21 يونيو 2017، ما تزال تسع مقاطعات في ولايتي ألاباما وتكساس لا تصدر تراخيص زواج للأزواج من نفس الجنس. ويجب على أولئك الموجودين في هذه المقاطعات والذين يرغبون في الزواج من نفس الجنس السفر إلى جزء آخر من الولاية للحصول على ترخيص. أما في ولاية كنتاكي، فقد رفضت عدة مقاطعات في البداية تشريع الزواج لأزواج من نفس الجنس. ردًا على ذلك، غيّرت ولاية كنتاكي استمارات ترخيص الزواج وأزالت اسم كاتب المقاطعة من التراخيص. بعد ذلك، واعتبارًا من يونيو 2016، قال كريس هارتمان مدير حملة العدالة -التي تتخذ من كنتاكي مقرًّا لها- إنه على حد علمه «لا توجد الآن أي مقاطعات في ولاية كنتاكي يمنع فيها منح تراخيص الزواج المثلي».
أما في الأقاليم الأمريكية، فقد أصدرت غوام تراخيص زواج للأزواج من نفس الجنس قبل صدور حكم قضية أوبرجيفيل. وأعلن حاكم بورتوريكو في 26 يونيو 2015 أنه وفقًا لحكم أوبرجيفيل، سيبدأ السماح بزواج المثليين في بورتوريكو في غضون خمسة عشر يومًا، على الرغم من أن الزواج المثلي كان قد بدأ في هذا الإقليم في 17 يوليو. في 29 يونيو و30 يونيو 2015 على التوالي، أعلن حكام جزر ماريانا الشمالية وجزر فيرجن أن أقاليمهم سوف تلتزم بالحكم.

## قضايا لاحقة
في قضية بافان ضد سميث، أعادت المحكمة العليا الأمريكية تأكيدها على قرار قضية أوبرجيفيل، وقضت أنه على الولايات الأمريكية ألا تعامل الأزواج من نفس الجنس بشكل مختلف عن الأزواج المتزوجين من الجنس الآخر في ما يتعلق بإصدار شهادات الميلاد، إذ أدرجت شهادات الميلاد في قضية أوبرجيفيل ضمن الحقوق والمزايا والمسؤوليات الحكومية التي تصاحب الزواج عادة. وأكدت المحكمة مجددًا على أن الدستور يمنح الأزواج من نفس الجنس نفس حقوق وأحكام الزواج المدني للأزواج من الجنس الآخر.